# ボンバーキング シナリオ2
『ボンバーキング シナリオ2』 (BOMBER KING Scenario2) は、エイコムサンソフトより1991年8月23日に発売されたゲームボーイ用アクションゲーム。アメリカではBlaster Master Boy（ブラスター・マスター・ボーイ）、ヨーロッパではBlaster Master Jr.（ブラスター・マスター・ジュニア）の名で、1988年に発売されたBlaster Master（『超惑星戦記 メタファイト』の海外アレンジ版）の続編として発売。

## ゲーム内容
1987年にハドソンから開発・発売されたファミリーコンピュータ用『ボンバーキング』（以下「前作」）の流れを汲む本作は『シナリオ2』となっているが、ストーリーは前作と変わりはない。ゲームシステム等も概ね前作を踏襲しているが、ステージが一新されたほかいくつか細かな変更点があり、誤操作で自爆する危険が少なくなった。ただしパスワードコンティニューなどは無い。ステージセレクトできる裏技はあるが、所持アイテムゼロの状態で始まる。
ゲームの雰囲気も変化しており、前作はパッケージイラストが劇画調でシリアスなイメージだったが、本作の主人公は2頭身になってバイザーに目が描かれているなどのデフォルメがなされている。またザコキャラクターを倒したときも爆発せずに飛んでいくなど、演出もコミカルになっている。ボスキャラクターもほぼ一新され、『ファンタジーゾーン』（1986年）をモチーフにした自社パロディがいくつか見受けられる。舌に爆弾を食わせて倒すなど、一ひねりが必要なボスもいる。

## ストーリー

### ボンバーキング シナリオ2
高度な科学技術により作られた美しい惑星アルタイル。この理想の星では、穏やかな気候に豊かに広がる大自然の元、人々は平和な生活を送っていた。
しかし、アルタイル紀元9137年、惑星アルタイルは突如として異常気象が発生。空は輝きを失い、空気は乾き、気温は上昇し、誰もが人類滅亡を予感していた。異常気象の原因は、地下にある気象コントロールシステムが故障し、自己修復ユニットが機能していない為と判明し、自己修復ユニットを取り換えるしかアルタイルを元に戻す方法はないが、道中には護衛の為に設置された強力な侵入物排除システムが待ち構えている。
侵入物排除用アンドロイドの一部を改造して生み出された戦闘用アンドロイド「ナイト」は、惑星アルタイルの危機を救うため、気象コントロールシステムに向かうのであった。

### Blaster Master Boy
地下世界での戦いの後、世界は放射能の脅威から解放されるかと思われたが、今度は各地に放射能のホットスポットが現れた。その原因と真実を究明するべく、英雄「ジェイソン・フラドニック」は再びアーマーを纏い、今度は戦闘車輌に頼らず自身の力のみで戦いに赴く。

## 前作からの変更点
前述のとおりゲームシステムは前作と同様だが、以下のような変更点が存在する。
爆弾
- 爆弾が4種類に増え、通常の爆弾なら使用数が無制限になった。
- 爆弾が爆発するまでの時間が長くなった。
- 爆弾を置いても主人公が後退しなくなった。
- 爆風に巻き込まれてもライフが最大値の半分減るだけになった。
- 爆弾を重ねて置くことができなくなった。
- 『ボンバーマン』のように爆弾に障害物としての判定がつき、すり抜けられなくなった（敵の弾も遮る）。

ライフ関連
- 残機（プレイヤーストック）・ライフ併用制になった。
- 時間経過でライフが減らなくなった。
- レベルアップおよびそれによるライフ最大値の上昇がなくなった。（ただし、アイテムにより耐久力が上がる。）

ステージ
- ブラックステージ、ボスステージ、地上ボーナス面、地下ボーナス面はあるが、ループステージとショップが無くなった。
- ブラックステージには破壊可能なブロックが無く、アイテムやボーナス面入口はすべて最初から出ている。
- 前作では右への一方向スクロールだったのが本作では全方向スクロールになった。
- 地下ボーナス面も全方向スクロールとなり、脱出するには出現地点にある階段まで戻らなければならなくなった。
- 時間制限があり、タイマーが0になってもミスになる。
- 地形にトゲの床が追加された（上に立っているとライフゲージ1目盛り分ずつダメージを受ける）。

アイテム関連
- アイテムがすべて決まった場所に出現するようになった。
- アイテムが出現するブロックは、斜め方向から爆風を浴びせても全壊してアイテムが出現するようになった。
- 地上ボーナス面の石像が、順番に関係なく破壊するだけでアイテムを入手することが出来る（ハズレが無い）。

その他
- コンティニューがピリオド単位ではなくステージ単位で行えるようになった。アイテム数も半減するのではなくステージ開始時点の状態に戻るようになっている。
- スコアが廃止された。
- 斜め移動ができなくなった。
- BGMがステージ・ボス・ステージクリアそれぞれ1種類となり、ブラックステージ用の音楽などが無くなった。
- 敵が点滅している間なら上を通過してものけぞらず、ダメージも受けなくなった。

## アイテム
正式名称が不明であるため、ここではアイテム名を絵柄などで表記する。

### 爆弾
いずれもBボタンで設置する。切り替えはセレクトボタンで行う（ゲーム画面・サブ画面どちらでも可能）。
爆弾A
前作と同様の通常タイプの爆弾。1ブロック分の爆風が円状に広がる。前述の通り無制限に使用できるため、アイテムとしては登場しない。連続4つまで設置できる。
爆弾B
四方に広がる矢印が描かれたパネル。ボンバーマンシリーズのものに似た、爆風が十字方向に進むタイプの爆弾で、仕掛けた場所から上下左右それぞれ3ブロック分の範囲を攻撃する。アイテム1個につき5発補充され、連続2つまで設置できる。最大は99。
爆弾C
上向きの大きな矢印が描かれたパネル。爆風がセット時の主人公の向きへ一直線に進むタイプの爆弾で、爆風の長さは8ブロック分。前作の「ハイパーミサイル」に似た使い方ができる。アイテム1個につき5発補充され、連続3つまで設置できる。最大は99。
爆弾D
爆発のような絵が描かれたパネル。爆風が広範囲に広がるタイプの爆弾で、仕掛けた場所を中心に7ブロック×7ブロックの範囲を攻撃する。ほかの爆弾と同様、爆風を浴びるとダメージを受けるので、設置したら遠くへ離れる必要がある。強力な分アイテム1個につき1発しか補充されない。また、連続して設置することはできない。

### ストックアイテム
スタートボタンでサブ画面を呼び出し、十字キーで選んでAボタンで使用する。
ランプ
前作のキャンドルに相当するアイテム。10秒間、主人公の周辺を明るく照らす。なお本作では、明かりがないと敵も見ることができない。（ただし爆発のエフェクトは例外）
鉄下駄
ボンバーマンシリーズの「ダウンシューズ（移動速度が下がるアイテム）」に似ているが全くの別物。使うと10秒間、トゲの床のダメージを受けなくなる。
浮き輪
前作のウォータープルーフと同様のアイテム。10秒間水に沈まなくなる。

### 即効アイテム
靴
移動速度が1段階上昇する。前作のスーパーチャージャーと異なり時間制限はないが、ミスすると1つ失いパワーダウンする。
Fボール
主人公が変身する。最大5段階まであり、変身するごとに耐久力が上がる。なお変身演出中の主人公にも当たり判定があるうえ、その際はダメージ時の無敵時間が発生しないため、変身中に敵に触れられると一瞬にしてライフが尽きてやられてしまうこともある。靴と同様、ミスすると一段階パワーダウンする。
Pボール
前作のパワーボールと同様のアイテム。ビームの射程が1ブロック分伸びる。靴と同様、ミスすると一段階パワーダウンする。
バー
電池のようにも、小瓶のようにも見えるアイテム。取るとライフが1目盛り回復する。
Eボトル
前作のエキストラに似たアイテムだが持ち運びができず、取った瞬間にライフが全回復する。
稲妻
前作のフラッシュに似たアイテムだが持ち運びができず、取った瞬間に画面上の敵が全滅する。
シールド
盾が描かれたパネルで、前作の「マル超」と同様のアイテム。前作のものの効果に加え、トゲの地面のダメージも受けない。効果は30秒間持続する。
ナイト
主人公の顔が描かれたパネル。主人公が一人追加される。
カギ
前作と同様の、出口を開くためのアイテム。

## ボスキャラクター
前作ではボスの登場しないピリオドもあったが、本作では全てのピリオドの最終ステージに登場するようになっている。こちらも正式名称が不明であるため、ステージ数で表記する。
1-2
前作の合体アメーバのようなボス。攻撃手段も似ているが、本作では主人公を追いかけるような動きをする。X軸・Y軸ともに一定以上離れると動かなくなるという習性もある。
2-3
ヘビ状体形のドラゴン。前作のドラゴンとは異なり地面を這い回りつつ火の玉を吐いてくる。頭が弱点なのは前作同様。
3-4
カメレオンのようなボス。弾を撃ちながら左右に往復し、主人公が目の前を通ると舌を伸ばしてくる。この舌に捕まると食べられて一発でやられてしまうが、爆弾を触れさせれば食べさせてダメージを与えられる。電気バリアのようなものが張られており、主人公は下の限られた場所しか動けない。
4-3
ファンタジーゾーンの最終ボスと似たような敵。頭部が通過した部分は壁となって通り抜けられなくなる。耐久力は高くないが4回出現し、再登場のたびに移動速度が増す。
海外版ではリアルな蛇のような姿に変更されている。
5-4
本体の周りに3本の触手のようなものを回転させている大口の怪物。中心の本体が弱点で、触手の速度は速くなったり遅くなったりと変化する。
6-2
顔だけのボス。ボス本体は部屋の中央から四方へ往復するだけで攻撃してこないが、部屋の周囲に敷き詰められた矢印ブロックが主人公に反応して迫ってくる。このブロックにぶつかったり挟まれたりするとダメージを受けてしまう。
7-3
顔のついた花のようなボス。素早く動き回り、普段は1ブロック分の大きさしかないが、時おり動きを止めて巨大化する。ゲームボーイの画面一つ分くらいしかない狭い部屋で戦うことになる。
8-6
部屋中にカプセルが並んでおり、それらが割れて中から主人公に似たロボットが出現する。能力も似ており、ビームと爆弾で攻撃してくる。カプセルの数だけ敵が出現し、全員倒せばカギが出現する。
9-3
最終ボス。主人公に似た姿の巨大ロボット。時おり部屋の下部へ降りてきて、爆弾D並みの爆発を起こす巨大爆弾を仕掛けて攻撃する（この爆風を浴びると一撃でやられてしまう）。また真下へビームを放って攻撃してくる。主人公のビームは効かず、爆弾でしかダメージを与えられない。

## スタッフ
- プログラマー：岡坂道夫
- 背景デザイナー：朝茂之
- サウンド・プログラマー：瀬谷辰宇
- アドバイザー：植田祐一、岩田義明
- ディレクター：DA.T
- スペシャル・サンクス：河合正人、北角浩一、奥村一晃、青柳勝、おかざきみほこ、いわたみきお、原伸幸、こざわかずもと、ひぐちしのぶ、KARASHIMAN、さいとうやすのり
- プロデューサー：吉田喜春

## 評価
ゲーム誌『ファミコン通信』のクロスレビューでは合計21点（満40点）、『ファミリーコンピュータMagazine』の読者投票による「ゲーム通信簿」での評価は以下の通り19.2点（満30点）となっている。
| 項目 | キャラクタ | 音楽 | お買得度 | 操作性 | 熱中度 | オリジナリティ | 総合 |
| 得点 | 3.3        | 3.3  | 3.3      | 3.2    | 3.1    | 3.1            | 19.2 |